# Joseph Jacobus van den Besselaar
Joseph Jacobus van den Besselaar (* 17. März 1916 in Valkenswaard; † 20. Juni 1991 in Nijmegen) war ein niederländischer Altphilologe, Romanist und Lusitanist, der zeitweise in Brasilien lehrte.
J. J. van den Besselaar studierte von 1934 bis 1940 Klassische Philologie an der Universität Nijmegen. Danach war er als Gymnasiallehrer tätig. 1945 wurde er mit der Arbeit Cassiodorus Senator en zijn Variae. De hoveling. De diplomatieke oorkonden der Variae. De rhetor promoviert. 1949 emigrierte er nach Brasilien und war von 1952 bis 1958 Professor für Alte Geschichte an der Päpstlichen Katholischen Universität von São Paulo und von 1958 bis 1960 an der Staatlichen Universität in Assis (São Paulo). Er ging in die Niederlande zurück und lehrte ab 1961 Romanistik (Portugiesisch) an der Universität Nijmegen, ab 1967 als „Lector“, von 1979 bis 1984 als Professor.

## Veröffentlichungen (Auswahl)
- De humanistische vorming en het wetsontwerp-Bolkestein. Vier beschouwingen over het moderne gymnasium, Nijmegen/Utrecht 1945
- Cassiodorus Senator. Leven en werken van een staatsman en monnik uit de zesde eeuw, Haarlem 1950 (= Dissertation)
- As interpretações da história através dos séculos, 2 Bde., São Paulo 1957–1958
- Introdução aos estudos históricos, São Paulo 1958, 1968
- O progressismo de Sêneca, Assis 1960
- (Hrsg.) Keizer Claudius, mens en god. De Apocolocyntosis van Seneca en andere teksten uit Griekse en Latijnse schrijvers die betrekking hebben op het leven en de dood van Keizer Claudius (41–54), Zwolle 1961
- (Übersetzer) Ariano Suassuna: Het testament van de hond, Bussum 1964
- Brazilië. Ontwakende reus in de tropen, Meppel 1967 (deutsch: Brasilien. Anspruch und Wirklichkeit, Wiesbaden 1970, 1973)
- Het Portugees van Brazilië met aanvullingen voor het Europese Portugees, s‘Hertogenbosch 1963, 1964, 1970, 1976, 1983
- (Hrsg.) António de Vieira: História do futuro. Aschendorff, Münster 1976
  - Bd. 1: Bibliografía, introdução e texto.
  - Bd. 2: Comentário.
  - Neuausgabe unter dem Titel Livro anteprimeiro da História do futuro, Lissabon 1983.
- António Vieira. O homen. A obra. As ideias, Lissabon 1981 (António Vieira. Profecia e polêmica, Rio de Janeiro 2002)
- Maurício de Nassau, esse desconhecido.  Fundação de Amparo à Pesquisa do Estado do Rio de Janeiro, Rio de Janeiro 1982 (über Johan Maurits van Nassau-Siegen, General-Gouverneur von Niederländisch-Brasilien)
- O sebastianismo. História sumária, Lissabon 1987